# Trapezunti császárok listája
Az alábbi lista a Trapezunti Császárság uralkodóit tartalmazza.
A Trapezunti Császárság a Bizánci Birodalom utódállama, a Nikaiai Császárság riválisa, amely a Grúz Királyság vazallus államaként jött létre, hiszen első császárai, I. Alexiosz és I. Dávid I. Andronikosz bizánci császár unokájaként I. Tamar grúz királynő unokaöccsei is voltak. Császárai így rokonságban álltak a bizánci Angelosz- és Palaiologosz-dinasztiákkal, valamint a grúz Bagrationi-dinasztiával. Többször támadta Nikaiát, de nem ért el sikert. Végül az Oszmán Birodalom foglalta el mint az utolsó görög császárságot.
| Uralkodó                                   | Uralkodott                          | Görög név                 | Megjegyzés |
| ------------------------------------------ | ----------------------------------- | ------------------------- | ---------- |
| I. Alexiosz (*1182)                        | cs.: 1204, †1222. február 1.        | Αλέξιος Α' Μέγας Κομνηνός |            |
| I. Dávid (*1184)                           | cs.: 1204, †1214. december 13.      | Δαβίδ                     |            |
| I. (Gidosz) Andronikosz                    | cs.: 1222, †1235                    | Ανδρόνικος Α' Γίδος       |            |
| I. (Axuch) Jóannész (*1210)                | cs.: 1235, †1238                    | Ιωάννης Α' Μέγας          |            |
| I. Manuél (*1218)                          | cs.: 1238, †1263 márciusa           | Μανουήλ Α' Μέγας          |            |
| II. Andronikosz (*1236)                    | cs.: 1263, †1266                    | Ανδρόνικος Β' Μέγας       |            |
| I. Geórgiosz (*1255)                       | cs.: 1266–1280, †1284 után          | Γεώργιος Α' Μέγας         |            |
| II. Jóannész (*1262)                       | cs.: 1280, †1297. augusztus 16.     | Ιωάννης Β' Μέγας          |            |
| Theodóra (* 1253 előtt)                    | cs.-nő: 1284–1285, †1285 után       | Θεοδώρα Μεγάλη            |            |
| II. Alexiosz (*1282 szeptembere/decembere) | cs.: 1297, †1330. május 3.          | Αλέξιος Β΄ Μέγας          |            |
| III. Andronikosz (*1310)                   | cs.: 1330, †1332. január 8.         | Ανδρόνικος Γ΄ Μέγας       |            |
| II. Mánuel (*1324)                         | cs.: 1332-ben, †1333. február 21.   | Μανουήλ Β΄ Μέγας          |            |
| I. Baszileiosz                             | cs.: 1332, †1340. április 6.        | Βασίλειος Α' Μέγας        |            |
| Eiréné Palaiologina (*1315)                | cs.-nő: 1340–1341, †1382 után       | Ειρήνη                    |            |
| I. Anna Komnéna                            | cs.: 1341, †1342. szeptember 4. (?) | Άννα                      |            |
| III. Jóannész (*1321)                      | cs.: 1342–1344, †1362 márciusa      | Ιωάννης Γ΄ Μέγας          |            |
| Mikhaél (*1285)                            | cs.: 1344–1349, †1355 után          | Μιχαήλ Μέγας              |            |
| III. Alexiosz (*1338. október 9.)          | cs.: 1349, †1390. március 20.       | Αλέξιος Γ΄ Μέγας          |            |
| III. Manuél (*1363. december 16.)          | cs.: 1390, †1417. március 5.        | Μανουήλ Γ΄ Μέγας          |            |
| IV. Alexiosz (*1382. június 19.)           | cs.: 1416, †1429 októbere           | Αλέξιος Δ' Μέγας          |            |
| IV. Jóannész (*1403)                       | cs.: 1429, †1459. április 22.       | Ιωάννης Δ΄ Μέγας          |            |
| II. Dávid (*1408)                          | cs.: 1459–1461, †1463. november 1.  | Δαβίδ Μέγας               |            |